# John Ortiz
John Ortiz Moreno (Brooklyn, 1968. május 23. –) amerikai színész.
Ismertebb szerepe volt Arturo Braga a Halálos iramban-filmek Halálos iram (2009) és a Halálos iramban 6. (2013) című részeiben. Feltűnt továbbá a Carlito útja (1993), az Aliens vs. Predator – A Halál a Ragadozó ellen 2. (2007), az Amerikai gengszter (2007), a Jack csónakázni megy (2010), a Napos oldal (2012) és a Kong: Koponya-sziget (2017) című filmekben.

## Fiatalkora és magánélete
Ortiz a New York-i Brooklyn Bushwick környékén született és nőtt fel; Puerto Ricó-i felmenőkkel rendelkezik. A brooklyni John Dewey középiskolában végzett, ahol megismerkedett feleségével. Ortiz 2010-ig ebben a városrészben lakott feleségével, Jenniferrel és fiával, Clementével, amikor családjával Kaliforniába költözött.

## Filmográfia

### Film
| Év   | Magyar cím                                        | Eredeti cím                  | Szerep                      | Magyar hang      |
| ---- | ------------------------------------------------- | ---------------------------- | --------------------------- | ---------------- |
| 1993 | Carlito útja                                      | Carlito's Way                | Guajiro                     | Jakab Csaba      |
| 1993 | Olasz film                                        | Italian Movie                | Cesar                       |                  |
| 1995 |                                                   | Lotto Land                   | Coco                        |                  |
| 1996 | Váltságdíj                                        | Ransom                       | Roberto                     | Janovics Sándor  |
| 1996 | Bilko főtörzs                                     | Sgt. Bilko                   | Luis Clemente szakaszvezető | Rékasi Károly    |
| 1997 | Amistad                                           | Amistad                      | Montes                      |                  |
| 1998 |                                                   | Side Streets                 | Ramon Yanes                 |                  |
| 1999 | Az utolsó seriff                                  | The Last Marshal             | Enrico                      |                  |
| 2000 | Alkalom szüli a...                                | The Opportunists             | Ismael Espinoza             |                  |
| 2000 | Mielőtt leszáll az éj                             | Before Night Falls           | Juann Abreu                 |                  |
| 2001 | Taxisok veszélyben                                | 3 A.M.                       | Hector                      |                  |
| 2002 | Narkó                                             | Narc                         | Octavio Ruiz                |                  |
| 2006 | A tánc szenvedélye                                | El Cantante                  | Willie Colón                | Dányi Krisztián  |
| 2006 | Vezet a ritmus                                    | Take the Lead                | Mr. Temple                  |                  |
| 2006 | Miami Vice                                        | Miami Vice                   | Jose Yero                   | Bozsó Péter      |
| 2006 |                                                   | The Deep and Dreamless Sleep | Mervin                      |                  |
| 2007 | Aliens vs. Predator – A Halál a Ragadozó ellen 2. | Aliens vs. Predator: Requiem | Eddie Morales seriff        | Bozsó Péter      |
| 2007 | Amerikai gengszter                                | American Gangster            | Javier J. Rivera            | Dányi Krisztián  |
| 2008 | A zsaruk becsülete                                | Pride and Glory              | Ruben Santiago              | Görög László     |
| 2009 | Közellenségek                                     | Public Enemies               | Phil D'Andrea               | Haagen Imre      |
| 2009 | Halálos iram                                      | Fast & Furious               | Ramon Campos/Arturo Braga   | Dányi Krisztián  |
| 2010 | Jack csónakázni megy                              | Jack Goes Boating            | Clyde                       | Fazekas István   |
| 2012 | Napos oldal                                       | Silver Linings Playbook      | Ronnie                      | Scherer Péter    |
| 2013 | Halálos iramban 6.                                | Fast & Furious 6             | Arturo Braga                | Borbiczki Ferenc |
| 2014 | César Chávez                                      | César Chávez                 | Eli Ordonez                 |                  |
| 2014 | Piszkos pénz                                      | The Drop                     | Torres nyomozó              | Vida Péter       |
| 2015 | Blackhat                                          | Blackhat                     | Henry Pollack               | Harmath Imre     |
| 2015 | Steve Jobs                                        | Steve Jobs                   | Joel Pforzheimer            | Jakab Csaba      |
| 2016 | Viharlovagok                                      | The Finest Hours             | Wallace Quirey              | Nagypál Gábor    |
| 2016 |                                                   | A Woman, a Part              | Isaac                       |                  |
| 2017 | Egy kutya négy élete                              | A Dog's Purpose              | Carlos                      | Scherer Péter    |
| 2017 | Kong: Koponya-sziget                              | Kong: Skull Island           | Victor Nieves               | Görög László     |
| 2017 | Vén rókák                                         | Going in Style               | Jesus                       | Mészáros Máté    |
| 2018 | Nosztalgia                                        | Nostalgia                    | Daniel Kalman               |                  |
| 2018 | Peppermint – A bosszú angyala                     | Peppermint                   | Moises Beltran nyomozó      | Scherer Péter    |
| 2018 | Klónok                                            | Replicas                     | Jones                       | Sztarenki Pál    |
| 2018 | ŰrDongó                                           | Bumblebee                    | Dr Powell                   | Görög László     |
| 2018 |                                                   | The Cloverfield Paradox      | Monk Acosta                 |                  |
| 2019 | Ad Astra – Út a csillagokba                       | Ad Astra                     | Rivas altábornagy           | Jakab Csaba      |
| 2019 |                                                   | Ms. White Light              | Gary                        |                  |
| 2020 | A lovas lány                                      | Horse Girl                   | Ron                         |                  |
| 2021 | Utóhatás                                          | The Fallout                  | Carlos Cavell               |                  |
| 2022 | Két világ között                                  | The In Between               | Mel                         | Kardos Róbert    |
| 2023 | Amerikai irodalom                                 | American Fiction             | Arthur                      | Kerekes József   |
| 2023 |                                                   | Poolman                      | Wayne / Dirk Pfumpter       |                  |
| 2025 |                                                   | The Diamond King             | narrátor                    |                  |
| 2025 | Senki 2.                                          | Nobody 2                     | Wyatt Martin                | Görög László     |

### Televízió
| Év        | Magyar cím                               | Eredeti cím                       | Szerep                           | Megjegyzések                                                      |
| --------- | ---------------------------------------- | --------------------------------- | -------------------------------- | ----------------------------------------------------------------- |
| 1992–2008 | Esküdt ellenségek                        | Law & Order                       | Roberto Martinez / Victor Vargas | vendégszereplő (2 epizód)                                         |
| 1995      | Veszélyes küldetés                       | New York Undercover               | ismeretlen szerep                | 1 epizód                                                          |
| 1996      |                                          | Lush Life                         | Nelson 'Margarita' Marquez       | állandó szereplő (7 epizód)                                       |
| 1997      | Angyali érintés                          | Touched by an Angel               | Nicky                            | vendégszereplő (2 epizód)                                         |
| 1997      |                                          | Riot                              | Ciaco                            | tévéfilm                                                          |
| 2001–2002 | A meló                                   | The Job                           | Ruben Somarriba                  | - állandó szereplő (19 epizód) - magyar hangja: - Dányi Krisztián |
| 2003      | FBI ügynökök bevetésen                   | The Handler                       | DEA-ügynök                       | 1 epizód                                                          |
| 2004      | Esküdt ellenségek: Különleges ügyosztály | Law & Order: Special Victims Unit | Zermeño rendőr                   | 1 epizód                                                          |
| 2004–2005 |                                          | Clubhouse                         | Carlos Tavares                   | állandó szereplő (10 epizód)                                      |
| 2007      | CSI: Miami helyszínelők                  | CSI: Miami                        | Gabriel Soto                     | 1 epizód                                                          |
| 2008      |                                          | Blue Blood                        | Hector                           | tévéfilm                                                          |
| 2009      |                                          | Anatomy of Hope                   | Tom Hernandez                    | tévéfilm                                                          |
| 2009      | A médium                                 | Medium                            | Daniel Muñoz ügynök              | 1 epizód                                                          |
| 2011–2012 | Befutó                                   | Luck                              | Turo Escalante                   | állandó szereplő (9 epizód)                                       |
| 2014      |                                          | Rake                              | Ben Leon                         | állandó szereplő (13 epizód)                                      |
| 2015–2016 | Együttlét                                | Togetherness                      | David                            | visszatérő szereplő (7 epizód)                                    |
| 2017      |                                          | The Guest Book                    | Paul                             | vendégszereplő (2 epizód)                                         |
| 2018      | Mayans M.C.                              | Mayans MC                         | Esai "Taino" Osorio              | állandó szereplő                                                  |
| 2019      | A szolgálólány meséje                    | The Handmaid’s Tale               | Jim Thorne                       | vendégszereplő (1 epizód)                                         |
| 2020      | Messiás                                  | Messiah                           | Felix                            | állandó szereplő                                                  |
| 2020      |                                          | Little America                    | squash edző                      | 1 epizód                                                          |
| 2022      |                                          | Promised Land                     | Joe Sandoval                     | főszereplő (10 epizód)                                            |
| 2022      | Jobb idők                                | Better Things                     | Ranger                           | 1 epizód                                                          |
| 2024      |                                          | Will Trent                        | Antonia Miranda                  | 3 epizód                                                          |
| 2024      | Carl Hiaasen: Rossz majom                | Bad Monkey                        | Rogelio                          | 8 epizód                                                          |
| 2024      | Őrület                                   | The Madness                       | Franco Quinones                  | minisorozat (8 epizód)                                            |

## Fordítás
- Ez a szócikk részben vagy egészben  a   John Ortiz című angol Wikipédia-szócikk ezen változatának fordításán alapul.  Az eredeti cikk szerkesztőit annak laptörténete sorolja fel. Ez a jelzés csupán a megfogalmazás eredetét és a szerzői jogokat jelzi, nem szolgál a cikkben szereplő információk forrásmegjelöléseként.